# 梶本琢程
梶本 琢程（かじもと たくのり、1971年1月20日 - ）は、鳥取県出身のフリーの麻雀プロ、麻雀研究家、Mリーグ審判員。
鳥取県立鳥取西高等学校を経て神戸大学文学部を卒業、過去に101競技連盟や日本プロ麻雀協会に所属。
麻雀博物館の運営委員でもあり、同博物館に勤務していた（同館は2012年に休館し、2016年春までは麻雀企画会社のバビロンに所属していた）。愛称は「怪獣」。タレント事務所としては梶本プロダクションに所属。

## 人物
- 眼鏡に蝶ネクタイ姿がトレードマークになっており、テレビ番組やイベント出演時は、この姿での登場が基本スタイル。
- MONDO TVの「モンド麻雀プロリーグ」におけるナビゲーター解説プロとして有名であり、実況の土屋和彦から「理論派雀士としてお馴染み」と紹介される。解説を始めたのは「麻雀デラックス・第4回MONDO21杯」からで、2008年の時点で500局以上の解説を行っている。解説を始めるまではプレイヤーとして登場しており、「麻雀デラックス」における電影大王位決定戦・第1回未来戦士21杯に出場。
- 「理論派雀士」と紹介されているが、解説や打ち手としては、所謂オカルト的な流れを大切にする傾向にある。
- 2010年の大河ドラマ『龍馬伝』に麻雀指導としてクレジットされている（麻雀博物館として協力している）。
- 温厚な人柄で人当りが柔らかいことから、プロ雀士の間でも大御所から若手まで好かれており交友関係は幅広い。
- 中国麻雀にも精通しており、国際大会にも選手や審判員として、数多くの参加経験がある。
- 趣味はニコニコ生放送のプライベート配信で、麻雀だけでなく、旅行や外食などの配信も行っている。

## 活動

### 競技プロ時代
大学在学中に神戸の雀荘勤務を経て、21歳の時に101競技連盟にてプロ入り、MONDO TVのテレビ対局に2回出場する（電影大王位決定戦・第1回未来戦士21杯）。その後日本プロ麻雀協会の設立に参加するが、プロ団体のあり方などに疑問を持つようになり、後述するテレビ解説業が軌道に乗り始めていたこともあり、日本プロ麻雀協会を脱退後は、プロ団体には所属せずに、単発の大会に特別ゲストとして出場する場合を除いて、競技プロとしての活動はほとんど行っておらず、近年TVマッチにプレイヤーとして登場することは少なくなってきている。
2012年1月現在、彼のテレビマッチでの闘牌はMONDO TVの新年特番「麻雀BATTLEROYAL2011」が最後となっている。だが麻雀を打つ機会が少ない訳ではなく、生主を務めるニコニコ生放送や、自身の名前を冠する“ブロマガ”「梶やんチャンネル」や、バンブーちゃんねるの番組「梶やんハント」では、オンラインゲームによる麻雀対戦や、三人打ち麻雀の対局を行っている他、雀荘や大会などへのゲスト参加も行っている。
競技プロ時代の主な実績は、第2回野口恭一郎賞棋士部門受賞、電影大王位決定戦Bグループ決勝進出、第3期雀王戦決勝進出など。

### 麻雀解説の第一人者に
元々、選手として参加したTVマッチにおける、プレイヤーズ解説での語り口が好評だったことや、馬場裕一の推薦もあり、「第4回MONDO21杯」より解説者として抜擢され、その後は麻雀解説者として幅広く認知されており、MONDO TVを中心に、THEわれめDEポン、ニコニコ生放送における麻雀配信などの解説で馴染みが深く、専業の麻雀解説者としては第一人者と呼んで差し支えのない活動を行っている。

### 解説者以外の活動
麻雀博物館の運営委員として、週1回以上の勤務を行っていた。学芸員的な活動から、受付モギリまで、幅広い業務に携わっており、彼が出勤していれば、同博物館内の麻雀卓において、同卓して麻雀を楽しむこともできた。
ニューロン麻雀スクール船橋校において、麻雀教室の講師としても勤務している。
2017年4月、東京・飯田橋の雀荘「麻雀ロン」の経営を引き継ぐ。
2019年からMリーグの公式審判を同年シーズンから務めるようになった。

### 梶やんチャンネル
ニコニコチャンネル内のブロマガにて2012年9月18日に開設。当初は17日に開設予定であったが、トラブルにより1日遅れでの開設となった。月額525円である。
麻雀上達のための記事をはじめ、その記事をもとにした生放送を中心に構成されている。講座の生放送の際には講師を務め、竹書房編集のT橋がアシスタントとして、一般女性から公募した10名の「梶ガールズ」から、2~4人が生徒役として出演している。梶ガールズの雀力はさまざまで、日常的にモンドを視聴しているメンバーもいれば、これから覚えようというメンバーもいる。講座のほかにも、女流プロをゲストに迎えた手積みサンマや、麻雀のトリビアに関する記事などバラエティに富んだ内容となっている。
チャンネルの開設に伴い、従来コミュニティで行っていた個人配信もチャンネル内で行われることが多くなった。ネット麻雀の配信の際には、梶ガールズが対局者として登場することもある。
しかし、竹書房との方針の違いから2014年5月をもって梶本はチャンネルから離脱した。その後梶本不在のまま「テンパリチャンネル」という名称に変更。

#### 配信中の記事
- ねぇねぇ何切るの？
- 得点計算講座
- 麻雀初級者のための上達ナビ
- 目指せニコニコの達人 チートイツ攻略講座
- 梶ペディア☆麻雀トリビア
- 梶やん日記 今日もフリテン
- 編集T橋の麻雀どうでしょう

## 獲得タイトル
- 第2回野口恭一郎賞棋士部門（野口賞）

## 書籍

### 著書
- 「梶ヤン&さやかの1からはじめる麻雀入門講座」（横山明香との共著）（2002年9月1日、毎日コミュニケーションズ）ISBN 978-4839908171
- 「梶本琢程の麻雀上級者養成講座」（2005年3月31日、毎日コミュニケーションズ）ISBN 978-4839916961
- 「世界チャンピオン初音舞の世界に勝つ—麻雀国際公式ルール戦術本」（初音舞との共著）（2005年6月25日、竹書房）ISBN 978-4812421901
- 「敵手看破完全マニュアル」（2007年7月25日、毎日コミュニケーションズ）ISBN 978-4839925123
- 「振り込み回避完全マニュアル」（2011年9月21日、毎日コミュニケーションズ）ISBN 978-4839940416
- 「麻雀絶対定跡～勝つための50の鉄則～」（2014年10月15日、マイナビ）ISBN 978-4839953584
- 「知るだけで強くなる麻雀の2択」（みーにんとの共著）（2019年4月1日、竹書房）ISBN 9784801918252

他。

### 書籍（編集・構成など）
- 「竹書房で一番麻雀が強い男が明かすセット麻雀必勝法」（著者:H坂、編集:梶本琢程）（2018年10月15日、竹書房）ISBN 978-4801916432
- 「麻雀強者の流儀 (近代麻雀シリーズ)」（著者:鈴木大介、構成:梶本琢程）（2020年8月3日、竹書房）ISBN 978-4801923706

## 出演

### 映画
- 麻雀最強戦 the movie（2022年11月18日公開、マグネタイズ）監督:原澤遊風 - ナビゲーター[4]

### テレビドラマ
- 連続テレビ小説 まれ（2015年3月30日 - 9月26日、NHK）麻雀指導:梶本琢程
- 連続テレビ小説 エール（2020年3月30日 - 11月27日、NHK）麻雀指導:梶本琢程

### テレビ（地上波）
- 別冊アサ秘ジャーナル（2012年4月30日放送、TBS）

### テレビ（CS放送）
- モンド麻雀プロリーグ（MONDO TV）
- 梶ヤン&さやかの1からはじめる麻雀入門講座（MONDO TV）
- THEわれめDEポン（フジテレビONE）

### 一般DVD
- プロ麻雀リーグ 役満編（2005年3月30日、エイベックス）
- 麻雀プロリーグ 至高の一局（2015年12月2日、AMGエンタテイメント）- 解説

他。

### ニコニコ生放送
- 麻雀最強戦（ニコニコチャンネル）
- 小山剛志＆植田佳奈の裏・麻雀最強戦！（バンブーちゃんねる）
- 梶やんハント!（バンブーちゃんねる）
- 梶やんチャンネル（ニコニコチャンネル）

他。

## 関連人物
- 馬場裕一（麻雀プロ、梶本を解説者として推薦した）
- 土屋和彦（アナウンサー、MONDO TVで共演）
- 白河雪菜（女流麻雀プロ、「雀龍門3」の配信番組で共演）
- 豊後葵（女流麻雀プロ、「梶やんチャンネル」のサンマ配信で共演）
- 小山剛志（声優、「麻雀最強戦」で共演）
- 植田佳奈（声優、「麻雀最強戦」で共演）
- 小栗由加（女優、「梶やんチャンネル」内の企画“梶ガールズ”のメンバー）
- 藤田由美子（声優、「梶やんチャンネル」内の企画“梶ガールズ”のメンバー）